# العلاقات البالاوية الميكرونيسية
العلاقات البالاوية الميكرونيسية هي العلاقات الثنائية التي تجمع بين بالاو وولايات ميكرونيسيا المتحدة.

## مقارنة بين البلدين
هذه مقارنة عامة ومرجعية للدولتين:
| وجه المقارنة                                              | بالاو                         | ولايات ميكرونيسيا المتحدة |
| --------------------------------------------------------- | ----------------------------- | ------------------------- |
| المساحة (كم2)                                             | 465                           | 702                       |
| عدد السكان (نسمة)                                         | 21.73 ألف                     | 105.54 ألف                |
| الكثافة السكانية (ن./كم²)                                 | 4.67 ألف                      | 15.03 ألف                 |
| العاصمة                                                   | نغيرولمود، كورور              | باليكير                   |
| اللغة الرسمية                                             | لغة إنجليزية، اللغة البالاوية | لغة إنجليزية              |
| العملة                                                    | دولار أمريكي                  | دولار أمريكي              |
| الناتج المحلي الإجمالي (بليون دولار)                      | 291.54 مليون                  | 336.43 مليون              |
| الناتج المحلي الإجمالي (تعادل القوة الشرائية) بليون دولار | 326.12 مليون                  | 365.27 مليون              |
| الناتج المحلي الإجمالي الاسمي للفرد دولار أمريكي          | 13.50 ألف                     | 3.02 ألف                  |
| الناتج المحلي الإجمالي للفرد دولار أمريكي                 | 14.76 ألف                     |                           |
| مؤشر التنمية البشرية                                      | 0.780                         | 0.640                     |
| رمز المكالمات الدولي                                      | +680                          | +691                      |
| رمز الإنترنت                                              | .pw                           | .fm                       |
| المنطقة الزمنية                                           | ت ع م+09:00                   |                           |

## منظمات دولية مشتركة
يشترك البلدان في عضوية مجموعة من المنظمات الدولية، منها:
| علم المنظمة | اسم المنظمة                                 | تاريخ انضمام بالاو | تاريخ انضمام ولايات ميكرونيسيا المتحدة |
| ----------- | ------------------------------------------- | ------------------ | -------------------------------------- |
|             | مجموعة دول أفريقيا والكاريبي والمحيط الهادئ | ?                  | ?                                      |
|             | مؤسسة التنمية الدولية                       | 16 ديسمبر 1997     | 24 يونيو 1993                          |
|             | الأمم المتحدة                               | 15 ديسمبر 1994     | 17 سبتمبر 1991                         |
|             | البنك الدولي للإنشاء والتعمير               | 16 ديسمبر 1997     | 24 يونيو 1993                          |
|             | بنك التنمية الآسيوي                         | 2003               | 1990                                   |
|             | منظمة حظر الأسلحة الكيميائية                | ?                  | ?                                      |
|             | مؤسسة التمويل الدولية                       | 16 ديسمبر 1997     | 24 يونيو 1993                          |
|             | وكالة ضمان الاستثمار متعدد الأطراف          | 16 ديسمبر 1997     | 11 أغسطس 1993                          |
|             | تحالف الدول الجزرية الصغيرة                 | ?                  | ?                                      |
|             | يونسكو                                      | 20 سبتمبر 1999     | 19 أكتوبر 1999                         |